# Canyon SRAM Racing/Saison 2019
Dieser Artikel listet die Erfolge des Radsportteams Canyon SRAM Racing in der Saison 2019 auf.

## Mannschaft
| Teamkader 2019          | Teamkader 2019     | Teamkader 2019         | Teamkader 2019                              |
| Name                    | Geburtsdatum       | Land                   | Vorheriges Team                             |
| ----------------------- | ------------------ | ---------------------- | ------------------------------------------- |
| Alena Amjaljussik       | 6. Februar 1989    | Belarus                | Astana BePink Womens (2014)                 |
| Alice Barnes            | 17. Juli 1995      | Vereinigtes Königreich | Drops (2017)                                |
| Hannah Barnes           | 4. Mai 1993        | Vereinigtes Königreich | UnitedHealthcare (2015)                     |
| Elena Cecchini          | 25. Mai 1992       | Italien                | Lotto Soudal Ladies (2015)                  |
| Tiffany Cromwell        | 6. Juli 1988       | Australien             | Orica-AIS (2013)                            |
| Tanja Erath             | 7. Oktober 1989    | Deutschland            |                                             |
| Pauline Ferrand-Prévot  | 10. Februar 1992   | Frankreich             | Rabo Liv Women (2016)                       |
| Rotem Gafinovitz        | 9. Juni 1992       | Israel                 | WaowDeals (2018)                            |
| Ella Harris             | 18. Juli 1998      | Neuseeland             | Mike Greer Homes Womens Cycling Team (2018) |
| Lisa Klein              | 15. Juli 1996      | Deutschland            | Cervélo Bigla (2017)                        |
| Hannah Ludwig           | 15. Februar 2000   | Deutschland            |                                             |
| Katarzyna Niewiadoma    | 29. September 1994 | Polen                  | WM3 (2017)                                  |
| Christa Riffel          | 30. Juli 1998      | Deutschland            |                                             |
| Alexis Magner           | 18. September 1994 | Vereinigte Staaten     | UnitedHealthcare (2015)                     |
| Omer Shapira            | 9. September 1994  | Israel                 | Cylance (2018)                              |
|                         |                    |                        |                                             |
| Quelle: ProCyclingStats |                    |                        |                                             |

## Erfolge
| Siege    | Siege                                                                    | Siege                  | Siege  | Siege                | Siege |
| Datum    | Rennen                                                                   | Staat                  | Klasse | Siegerin             |       |
| -------- | ------------------------------------------------------------------------ | ---------------------- | ------ | -------------------- | ----- |
| 2. Mär.  | Tour of Arava                                                            | Israel                 | 1.2    | Rotem Gafinovitz     |       |
| 14. Apr. | Healthy Ageing Tour, Gesamtwertung                                       | Niederlande            | 2.1    | Lisa Klein           |       |
| 21. Apr. | Amstel Gold Race                                                         | Niederlande            | 1.WWT  | Katarzyna Niewiadoma |       |
| 31. Mai  | Lotto Thüringen Ladies Tour, 4. Etappe                                   | Deutschland            | 2.1    | Lisa Klein           |       |
| 2. Jun.  | Lotto Thüringen Ladies Tour, 6. Etappe                                   | Deutschland            | 2.1    | Elena Cecchini       |       |
| 13. Jun. | The Women’s Tour, 4. Etappe                                              | Vereinigtes Königreich | 2.WWT  | Katarzyna Niewiadoma |       |
| 15. Jun. | Israel National Road Cycling Championships - Women ITT                   | Israel                 | CN     | Rotem Gafinovitz     |       |
| 27. Jun. | Britische Meisterschaften, Einzelzeitfahren der Frauen                   | Vereinigtes Königreich | CN     | Alice Barnes         |       |
| 28. Jun. | Deutsche Meisterschaften im Straßenradsport, Einzelzeitfahren der Frauen | Deutschland            | CN     | Lisa Klein           |       |
| 29. Jun. | Israel National Road Cycling Championships - Women RR                    | Israel                 | CN     | Omer Shapira         |       |
| 30. Jun. | Britische Meisterschaften, Straßenrennen der Frauen                      | Vereinigtes Königreich | CN     | Alice Barnes         |       |
| 5. Jul.  | Giro d'Italia Women, 1. Etappe                                           | Italien                | 2.WWT  | Canyon-SRAM Racing   |       |
| 18. Jul. | Baloise Ladies Tour, Prolog                                              | Niederlande            | 2.1    | Lisa Klein           |       |
| 20. Jul. | Baloise Ladies Tour, 2. b Etappe                                         | Belgien                | 2.1    | Lisa Klein           |       |
| 21. Jul. | Baloise Ladies Tour, Gesamtwertung                                       | Belgien                | 2.1    | Lisa Klein           |       |
| 8. Aug.  | European Road Cycling Championships - Women U23 ITT                      | Niederlande            | CC     | Hannah Ludwig        |       |
| 6. Sep.  | Simac Ladies Tour, 3. Etappe                                             | Niederlande            | 2.WWT  | Lisa Klein           |       |
| 12. Okt. | Italienische Meisterschaften, Einzelzeitfahren der Frauen                | Italien                | CN     | Elena Cecchini       |       |